# Semiothisa compsogramma
Semiothisa compsogramma är en fjärilsart som beskrevs av Eugen Wehrli 1932. Semiothisa compsogramma ingår i släktet Semiothisa och familjen mätare. Inga underarter finns listade i Catalogue of Life.